# Flore des Serres et des Jardins de l'Europe

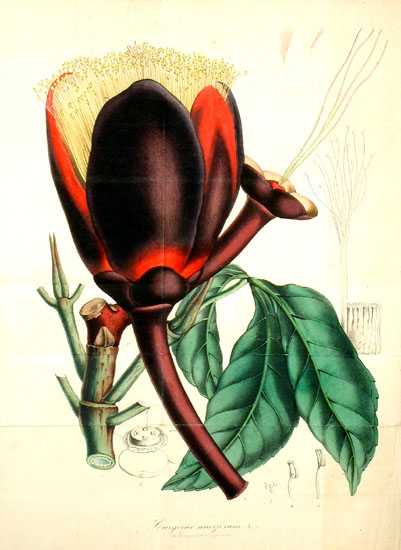
Caryocar nuciferum L.

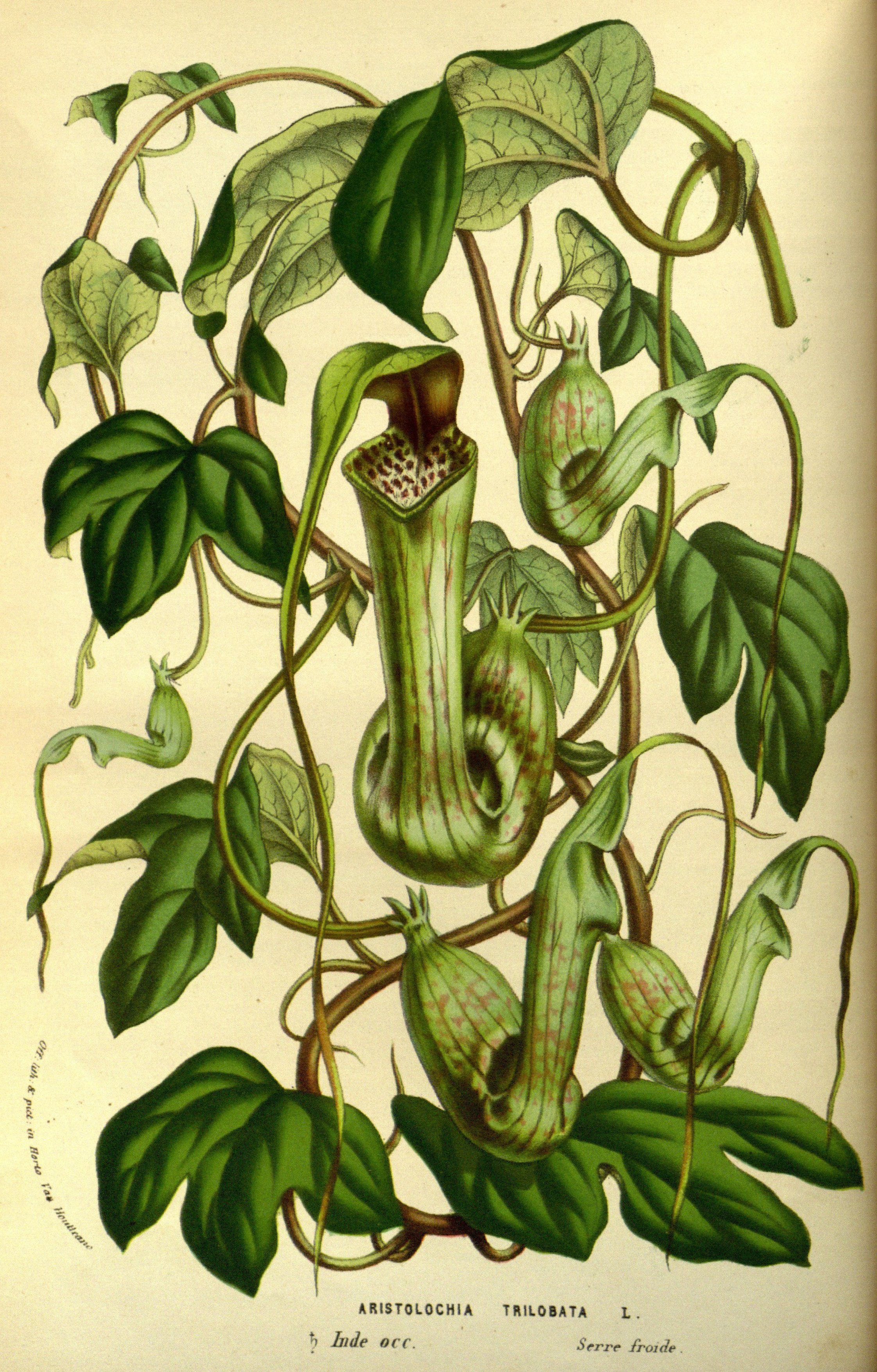
Aristolochia trilobata L.

Flore des Serres et des Jardins de l'Europe (abreviado Fl. Serres Jard. Eur.) (1845-1888) fue una de las mejores revistas de horticultura que se editaron en Europa durante el siglo XIX, abarca 23 volúmenes y más de 2000 placas de colores con el texto en francés, alemán e inglés. Fue fundada por Louis Van Houtte y editada, junto con Charles Antoine Lemaire, Jules Émile Planchon y Michael Joseph François Scheidweiler, era un escaparate para los lujosos grabados y litografías acabadas a mano con la descripción de curiosidades botánicas y tesoros de todo el mundo.
La obra es notable por el nivel de la artesanía de impresión en color que muestra los litógrafos belgas Severeyns, Stroobant y de Pannemaker. Louis-Constantin Stroobant (1814-1872), imprimió muchas de las ilustraciones para los primeros 10 volúmenes. De Pannemaeker durante su carrera produjo alrededor de 3000 ilustraciones para revistas y libros de botánica, y también fue un pintor de paisajes. La mayoría de las plantas representadas en "Flore des Serres" estaban disponibles para la venta en el vivero van Houtte, de modo que en cierto sentido, la revista se duplicó en un catálogo.
El siglo XIX fue una época de descubrimientos, y las revistas botánicas los publicaron en Europa y América para documentar la belleza de las plantas recién descubiertas y atender el creciente interés en la horticultura. Los editores fueron experimentados grabadores botánicos y horticultores, combinando sus conocimientos y habilidades para crear una obra maestra de especies exóticas nuevas y de las conocidas plantas cultivadas. Charles Lemaire llegó de ser un grabador de Redoute's con las grandes obras Les Liliaces y Les Roses. Louis Van Houtte, propietario del vivero de mayor éxito en el continente en ese momento, envió a sus propios exploradores para encontrar orquídeas desconocidas y otras especies exóticas, y para llevar a Gante para el cultivo en su vivero y posterior publicación en su "Flore des Serres ".